# 德奥加尔
德奥加尔（Deoghar），是印度贾坎德邦Deoghar县的一个城镇。总人口98372（2001年）。

## 人口
该地2001年总人口98372人，其中男性53760人，女性44612人；0—6岁人口11824人，其中男6258人，女5566人；识字率75.89%，其中男性为81.64%，女性为68.96%。